# Sicken (Bootstyp)

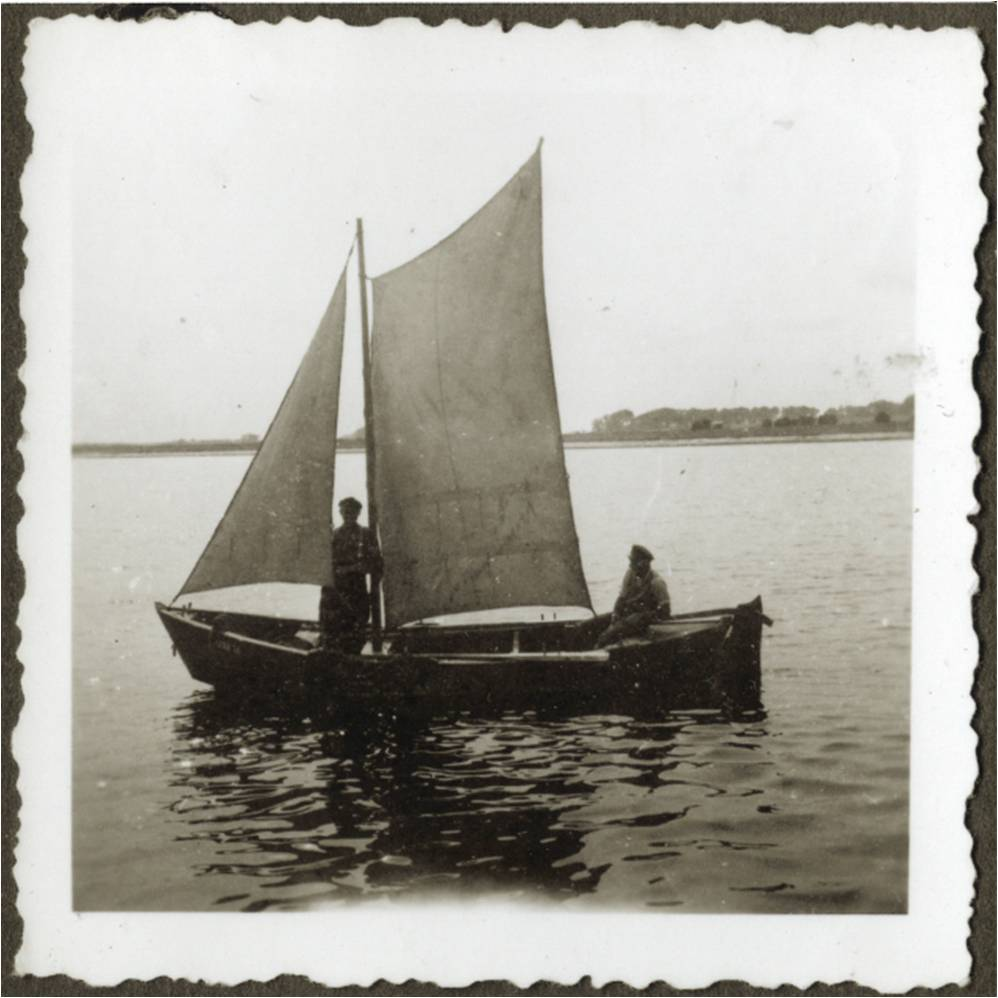
Sicken unter Segel

Der Bootstyp des Sicken gehörte zu den Lommen, die auf dem Frischen Haff in der ehemaligen deutschen Provinz Ostpreußen zum Fischen genutzt wurden. Das Sicken war etwa 5,20 m – 5,50 m lang und hatten als Besonderheit einen mittschiffs fest eingebauten, zweiteiligen Fischkasten, genannt „de Bünn“ oder „dat Bünnen“, der als Lebendfischbehälter diente. Der Fischkasten wurde durch zwei Querschotten begrenzt. Er war mit einem Deck versehen und hatte in Längsrichtung des Bootes eine durch zwei Lukendeckel verschließbare Öffnung, durch die die Fische in den Kasten gelangten bzw. mit dem „Hamen“, einem speziell für den Fischkasten geformten Kescher, wieder herausgeholt wurden. Die Außenplanken des Fischkastens waren durchlöchert, damit stetig frisches Wasser durch den Kasten gespült wurde.
Sicken wurden hauptsächlich zur Aalfischerei verwendet. Die Fischereigemeinschaft, die das Boot gemeinschaftlich nutzte, bestand in der Regel aus drei Männern.